# Kate Candela
Josseline Kate Higa Candela (San Miguel, 30 de agosto de 1991), conocida por su nombre artístico Kate Candela, es una cantante peruana, considerada como una de las mejores intérpretes actuales de salsa, timba y fusión en su país. 
Alcanzó reconocimiento al haber integrado el elenco original de la banda musical femenina Son Tentación, en el cual permaneció desde 2012 hasta su renuncia en 2018, cuando empezaría su etapa como solista. 

## Biografía
Josseline Kate Higa Candela nació el 30 de agosto de 1991 en San Miguel, distrito de la capital peruana Lima, provieniente de una familia de clase media.[cita requerida] Tras concluir sus estudios escolares, estudió la carrera de negocios internacionales sin éxito.
Comenzó su carrera artística como corista en una parroquia de su zona y posteriormente, cantante de balada romántica realizando sus versiones de algunos temas musicales. Tiempo después, Candela se consolidó en el género salsa inicialmente integrando a varias agrupaciones musicales como La Novel y La Única.
No fue hasta el año 2012 cuando le llegó la oportunidad de integrar a las filas de Son Tentación, orquesta femenina liderada por Paula Arias, la cual se mantuvo hasta el año 2018 y conformando el elenco original junto a Yahaira Plasencia, Suu Rabanal y Angie Chávez.[cita requerida]
Candela inicia su etapa como solista de manera oficial con su propia agrupación musical Kate Candela & Orquesta en el año 2019, lanzando su álbum debut titulado «Ámame» a través de la colaboración del productor musical Bobby Alegre. Además, en ese año concursó en el reality de talentos El artista del año, la cual ocupó el cuarto puesto tras meses de competencia. En simultáneo, Candela lanzó su segundo álbum «Cuidado con la Candela», comprendiendo las versiones de los temas «Señora» de Rocío Jurado, «Por primera vez» de Evaluna Montaner y Camilo,[cita requerida] y «Tu falta de querer» de Mon Laferte[cita requerida], siendo en esta primera, donde relanzó en género cumbia peruana al lado de la orquesta Caribeños de Guadalupe.[cita requerida] Tras su fama como la revelación de la salsa peruana, Candela colaboró con la española Vicky Corbacho para su sencillo como solista «Quién es» y presentó el programa televisivo GMRTV, basado en el Emporio Comercial de Gamarra.
En 2020 lanzó su nuevo álbum «Brindo por los dos».[cita requerida] Al año siguiente elaboró el sencillo «Ya no vives en mi» incluyendo el tema homónimo junto a Jair Mendoza a dúo y prestó su presencia para la elaboración de su tema «Elegiste engañarme», la cual fue compuesta por el cantautor salsero Álvaro Rod.
En 2021 fue condecorada junto a otras bandas locales por la congresista Rosselli Amuruz.

## Discografía

### Álbumes
- 2019: «Ámame»
- 2019: «Cuidado con la Candela»
- 2020: «Señora» (versión salsa)
- 2020: «Favorito» (versión salsa)
- 2020: «Yo te extrañaré»
- 2020: «Por primera vez» (versión salsa)
- 2020: «Brindo por los dos»
- 2021: «Tu falta de querer» (versión salsa)
- 2021: «Fue por amor, no por gloria»
- 2021: «Elegiste engañarme»[16]
- 2021: «Dilema»
- 2022: «Dicen»
- 2022: «50 reales»
- 2022: «Mix Vallenatos»
- 2023: «Teatro Municipal de Lima (en vivo)»
- 2023: «Esta es mi tierra – Teatro Municipal de Lima»
- 2023: «Mix Vallenatos 3»
- 2023: «Mix Karol G #2»
- 2023: «Buscaré otro amor»
- 2024: «Tu falta de querer»
- 2024: «Mix Vallenatos 2»
- 2024: «Mix Monchi y Alexandra»
- 2024: «Me sobran las palabras»
- 2024: «Dime cómo quieres»
- 2024: «Olvidarte es imposible»
- 2024: «Te lo pido por favor yapéame»
- 2024: «Sirena encantada»
- 2024: «Mix Vallenatos 4»
- 2024: «Éxitos criollos en salsa»
- 2024: «Amor de tres»
- 2025: «Mix Qué bonito/Ay amor»
- 2025: «Ay amor (versión salsa)»
- 2025: «Tarde lo conocí»
- 2025: «Mix Cumbia vallenata»

## Televisión
| Año  | Título                                    | Rol                                     | Emisión            | Ref.          |
| ---- | ----------------------------------------- | --------------------------------------- | ------------------ | ------------- |
| 2019 | El artista del año                        | Participante (Eliminada, cuarto puesto) | América Televisión | [ 8 ]         |
| 2019 | GMRTV                                     | Presentadora                            | GMRTV (YouTube)    | [ 11 ]        |
| 2021 | Yo soy: Grandes batallas, grandes famosos | Participante de refuerzo                | Latina Televisión  | [ 17 ] [ 18 ] |